# Viedma (meteoryt)
Viedma (inna nazwa: Balneario el Condor) – meteoryt kamienny należący do chondrytów oliwinowo-hiperstenowych L5, znaleziony 1 stycznia 2003 na plaży Balneario el Condor przez poszukiwacza złota w pobliżu miasta Viedma w prowincji  Rio Negro w Argentynie. Znaleziony meteoryt ważył 6900 g.